# Sillon industriel
Sillon industriel (da.: "industriel fure") er Belgiens tidligere industrielle rygrad. Den løber på tværs af regionen Vallonien, der passerer fra Dour, beliggende i regionen Borinage, i vest, til Verviers i øst, og passerer langs vejen gennem Mons, La Louvière (Centre-regionen), Charleroi (Pays Noir), Namur, Huy og Liège. Den følger en sammenhængende strækning af dale langs floderne Haine, Sambre, Meuse og Vesdre og har et areal på omkring 1000 km2.
Striben bliver også kaldt Sambre- og Meusedalen, da det er de vigtigste floder, eller Haine-Sambre-Meuse-Vesdredalen (Fransk: sillon Sambre-et-Meuse eller sillon Haine-Sambre-Meuse-Vesdre), som omfatter to mindre floder. Det kaldes også Dorsale wallonne, hvilket betyder "vallonsk [industriel] rygrad".
Det er i mindre grad defineret af fysisk geografi og er mere en beskrivelse af menneskelig geografi og ressourcer. Da tung industri ikke længere er det fremherskende træk ved den belgiske økonomi, er det nu mere almindeligt at henvise til området som et tidligere industribælte. 
Omkring to tredjedele af befolkningen i Vallonien bor i området - over to millioner mennesker. Dens hovedstrækning kaldes undertiden Charleroi-Liège-dalen, der forbinder Charleroi og Liège. Nogle ser det som en vallonsk metropol, selvom det er en spredning, der er lineært snarere end multi-retningsbestemt.